# Меннербахталь

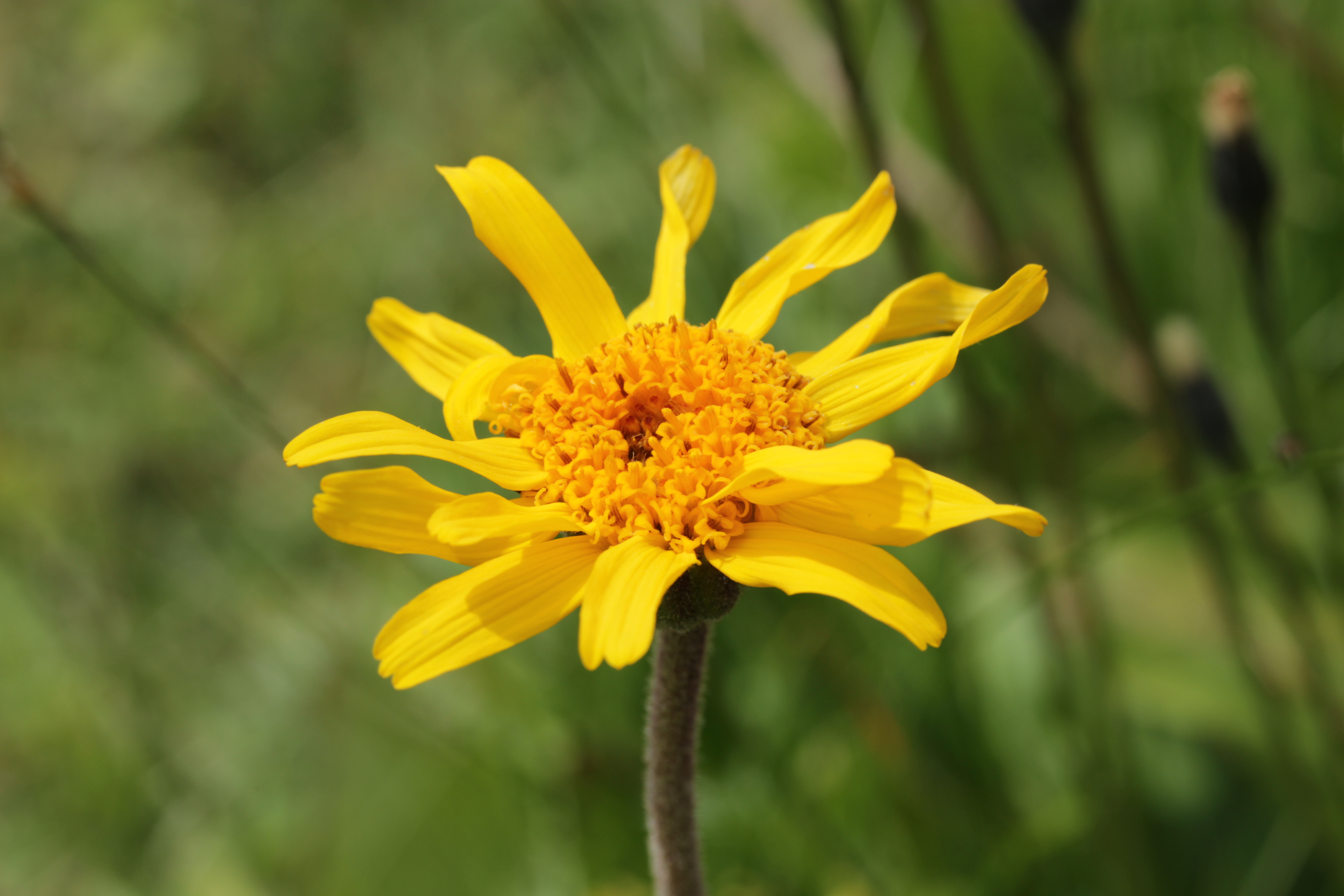
Арника горная

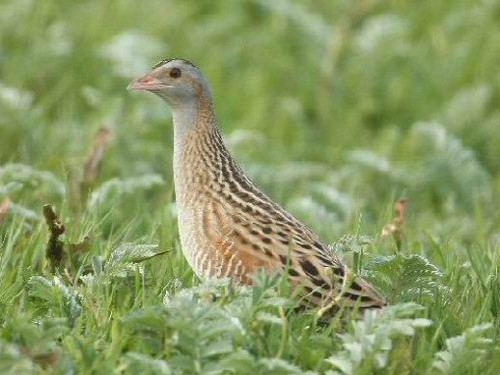
Коростель

Меннербахталь (нем. Mennerbachtal) — природоохранная территория SI-112 в административном земельном районе Зиген-Виттгенштайн (Северный Рейн-Вестфалия, Германия). В сети охранных участков на территории Европейского союза (WDPA ID) присвоен индекс 555560730. По категория МСОП IV является заказником.

## Географическое положение
Территория Меннербахталь расположена в горной, изрезанной небольшими долинами малонаселённой центральной части Виттгенштайна. На севере проходит автодорога L717, на востоке К40, на западе К44 и только на юге природоохранная территория выклинивается у поселения Эльзофф. Большая часть территории заказника лишена асфальтированных дорог и доступна только пешим туристам, использующим местные грунтовые лесные и полевые дороги.

## Охранные цели и задачи
- Сохранение, биотопов редких и исчезающих видов животных и растений, характерных для данного ландшафта низких горных луговых долин;
- Сохранение, развития и восстановления ацидофильных буковых лесов, а также сохранение естественных скальных выступов;
- Сохранение лесных луговых долин, типичных для природной зоны, как свидетельств истории природы;
- Сохранение местных ландшафтов, представляющих из себя редкие, особого характера и выдающейся красоты местности.

## Биотопы
В связи со значительной площадью заказника на его территории выделено 15 биотопов, нуждающихся в защите.
- BK-4916-088: старые буковые леса в районе Христианзекка. Возраст буковых лесов оценивается в 120–140 лет. Травяной покров развит слабо. Наблюдается обильное естественное возобновление бука, местами появились заросли бука высотой 3-5 м и толщиной 3-8 см.
- BK-4916-117: буковые леса горы "Береза" (Birke). Возраст лесов составляет не менее 120 лет. Биотоп труднодоступен, местами на склонах имеются скальные участки.
- BK-4916-116: долина Меннербаха между поселениями «Им Грунд» и «Эльзофф». Длина около 2,5 км. Ручей Меннербах имеет неширокую пойму, занятую пастбищами. В некоторых местах пойма сильно заболочена. Кроме того, имеются более или менее сильно дренированные влажные луга.
- BK-4916-108: нижняя часть долины Меннербаха. В пределах поселения Эльзофф. Здесь долина ручья возделываются более интенсивно, но всё ещё встречаются влажные луговые участки с болотной калужницей и камышом.
- BK-4916-133: верхнее течение Меннербаха. Долина занята пастбищными угодьями на влажных лугах. Имеются участки ольхи и ели.
- BK-4916-102: верхняя часть долины Меннербаха. Это комплекс растительности, состоящий из пойменных лесов, влажных и скудных пастбищ и влажных высокотравных лугов.
- BK-4916-099: биотоп вблизи усадьбы Хайнхоф. Плодородное пастбище, в нижней части имеются влажные участки с орхидеями, а в верхней, более сухой части — с арникой.
- BK-4916-087: биотоп вблизи усадьбы Рюбенгрунд. Долина с крутыми склонами, используемая для выпаса скота. Небольшой ручей занят узкой полосой луга с родниковыми выходами.
- BK-4916-181: небольшой биотоп на северо-восточном склоне ручья Шварценау под названием «Позади Йостгесхауса». Это открытая местность на склоне горы Нойяген, окружённая еловыми лесами. Луговая растительность.
- BK-4916-182: зелёная долинка западнее Христианзекка. По обе стороны истока ручья сохранилась влажная луговая растительность. Здесь встречаются виды растений, занесенные в Красную книгу.
- BK-4916-115: луговая долина на восточном склоне горы Хайнграбен (615 м). Выходы родников и заболоченные склоны. В травяном покрове преобладают медоносы. Частичное использование под выпасы скота.
- BK-4916-0057: бедная растительность на кислых почвах. Границы биотопа определяются.
- BK-4916-186: влажные и тощие интенсивно используемые пастбища у хутора Ворм-Коль вдоль Меннербаха.
- BK-4916-105: пруды «Гусиное стойло» (нем. Gaensestall). 2 хорошо ухоженных пруда в верхнем течении реки Грюндхенталь (приток Шварценау).
- BK-4916-0005: Узкий участок долины Меннербаха на севере поселения Эльзофф. Исследуется.

## Флора и фауна
Исследованиями природоохранной территории выявлены следующие виды флоры и фауны.

### Флора (выборка)
Арника — Бедренец камнеломка — Безвременник осенний — Белокопытник гибридный — Белоус — Вахта — Вероника поточная — Ветреничка дубравная — Вяжечка гладкая — Гвоздика травянка — Голокучник обыкновенный — Гравилат речной — Дрок красильный — Дудник лесной — Душистый колосок обыкновенный — Ель обыкновенная — Звездчатка злаковая — Изолепис щетиновидный — Ирис ложноаировый — Истод обыкновенный — Камыш лесной — Короставник полевой — Кочедыжник женский — Кровохлёбка лекарственная — Лапчатка прямостоячая — Лещина обыкновенная — Луговик извилистый — Лютик жгучий — Лядвенец рогатый — Малина обыкновенная — Манжетка обыкновенная — Манник плавающий — Маргаритка многолетняя — Монтия ключевая — Осока мохнатая — Пазник крапчатый — Пальчатокоренник майский — Плаун булавовидный — Плевел многолетний — Подмаренник настоящий — Полевица собачья — Райграс высокий — Ракитник метельчатый — Рябина обыкновенная — Селезёночник супротивнолистный — Сердечник горький — Ситник нитевидный — Стальник колючий — Таволга вязолистная — Тайник яйцевидный — Тимьян блошиный — Трищетинник желтоватый — Трясунка средняя — Фегоптерис связывающий — Фиалка собачья — Хвощ полевой — Черника — Чина льнолистная — Шиповник собачий — Якобея обыкновенная — Ясень обыкновенный.

### Фауна
Адмирал (бабочка) — Белополосая кобылка — Глазок цветочный (бабочка) — Жаба-повитуха — Желна — Клинтух — Коростель — Крапивница (бабочка) — Нитеносный тритон — Обыкновенная жаба — Обыкновенный поползень — Оляпка — Скачок Резеля — Травяная лягушка — Форель (речная) — Червонец огненный (бабочка).

## Галерея

Заказник в везхнем течении Меннербаха
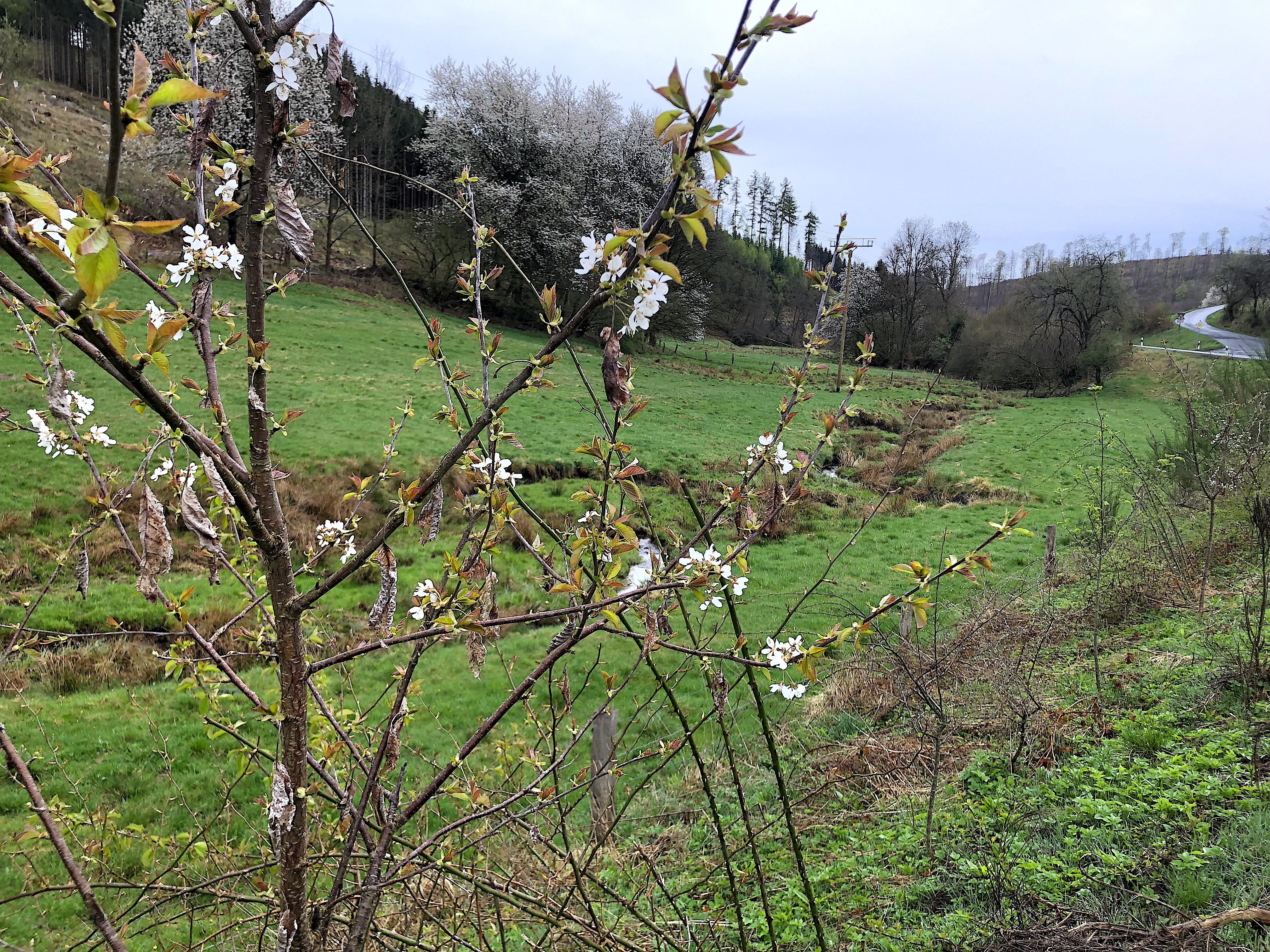
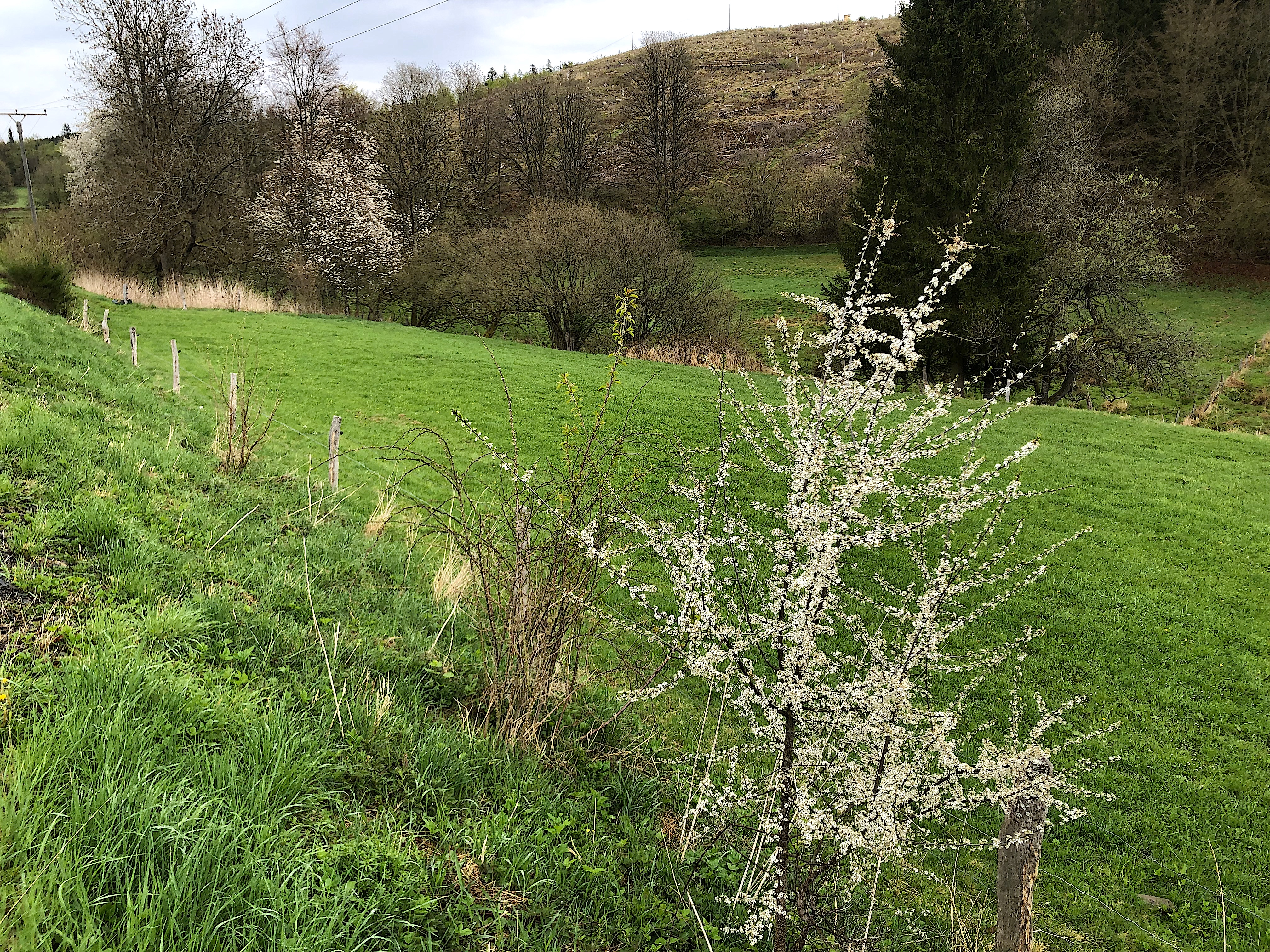
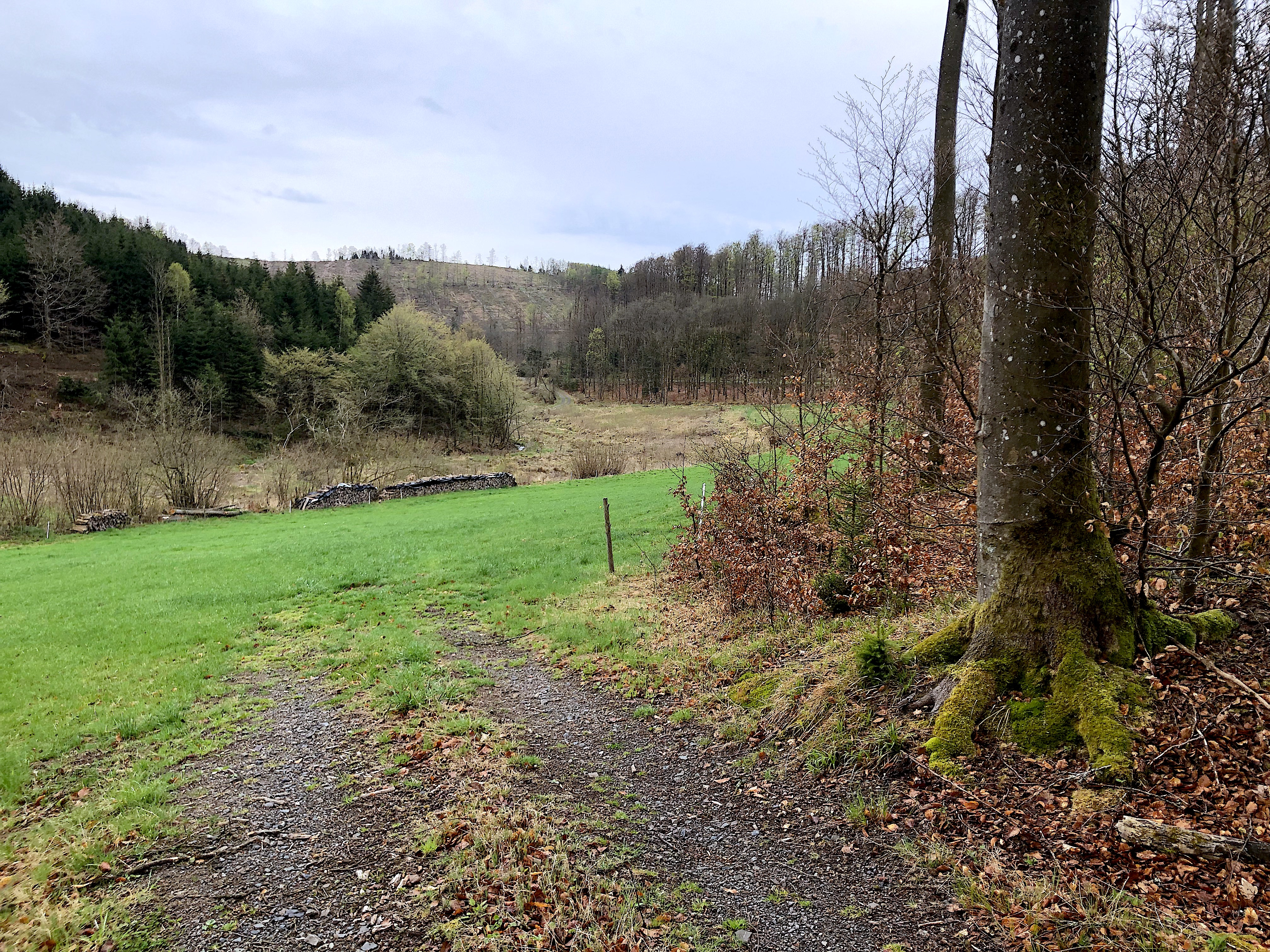
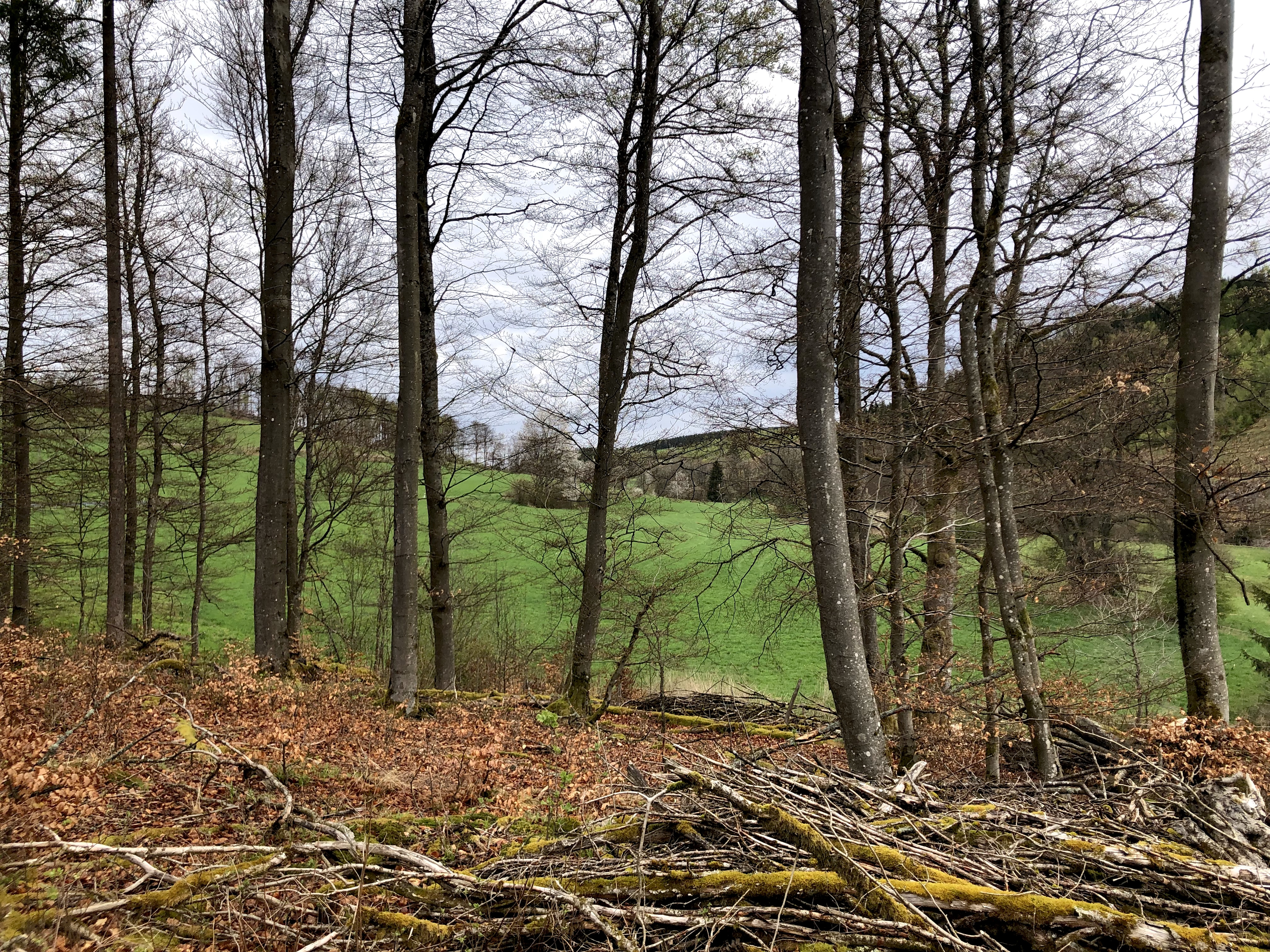
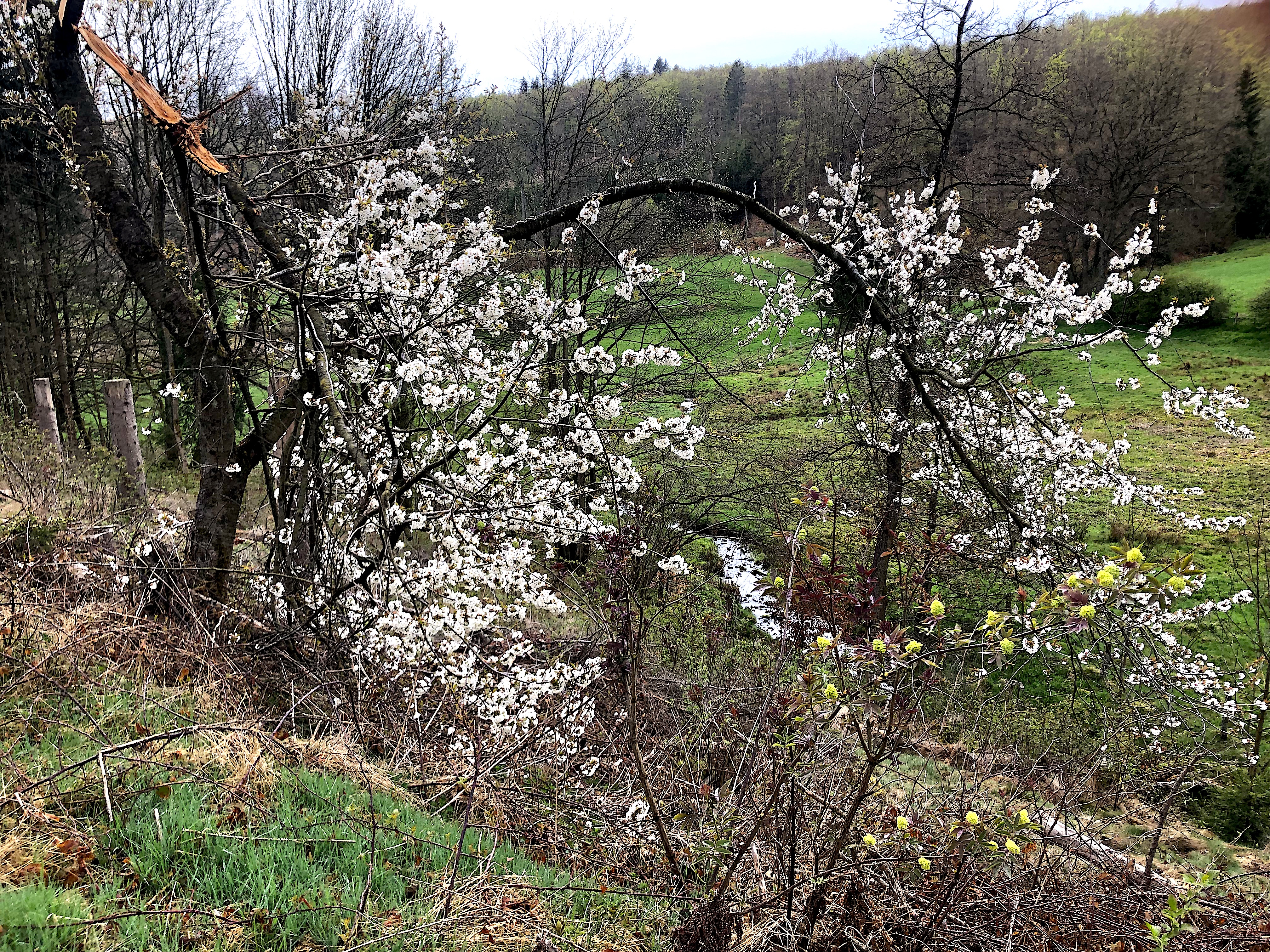
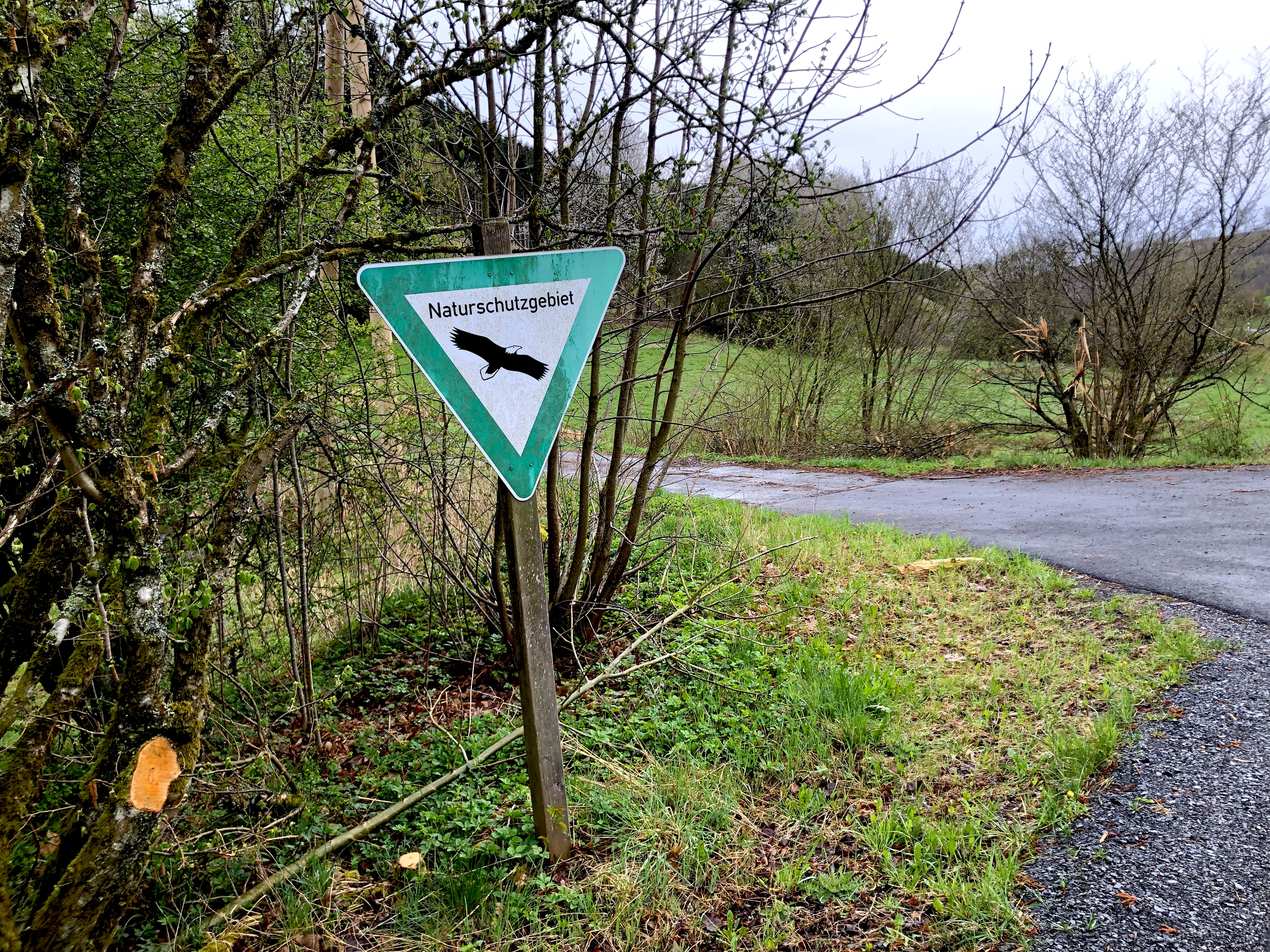